# パンノニア

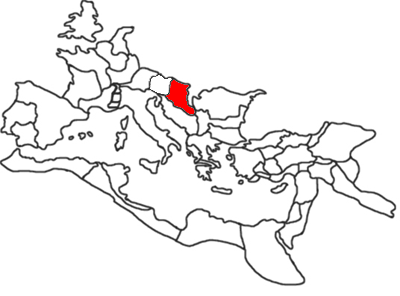
パンノニア属州の位置（120年頃のローマ帝国）

パンノニア（Pannonia）は、古代に存在した地方名。ローマ帝国の時代には皇帝属州であった。北と東はドナウ川に接し、西はノリクムと上イタリア、南はダルマティアと上モエシアに接した。パンノニアの領域は現在のオーストリア、クロアチア、ハンガリー、セルビア、スロベニア、スロバキア、およびボスニア・ヘルツェゴビナの各国にまたがる。
今日では、パンノニアという地名は、ハンガリーのトランスダニュービア地方（Transdanubia、ハンガリー語:Dunántúl）およびセルビア等に広がるパンノニア平原を指して使われる。

## 語源
言語学者ユリウス・ポコルニーによると、パンノニア（Pannonia）の語源は、インド・ヨーロッパ祖語で沼地や湿ったという意味を表す *pen- という言語要素から派生したイリュリア語である。

## 歴史

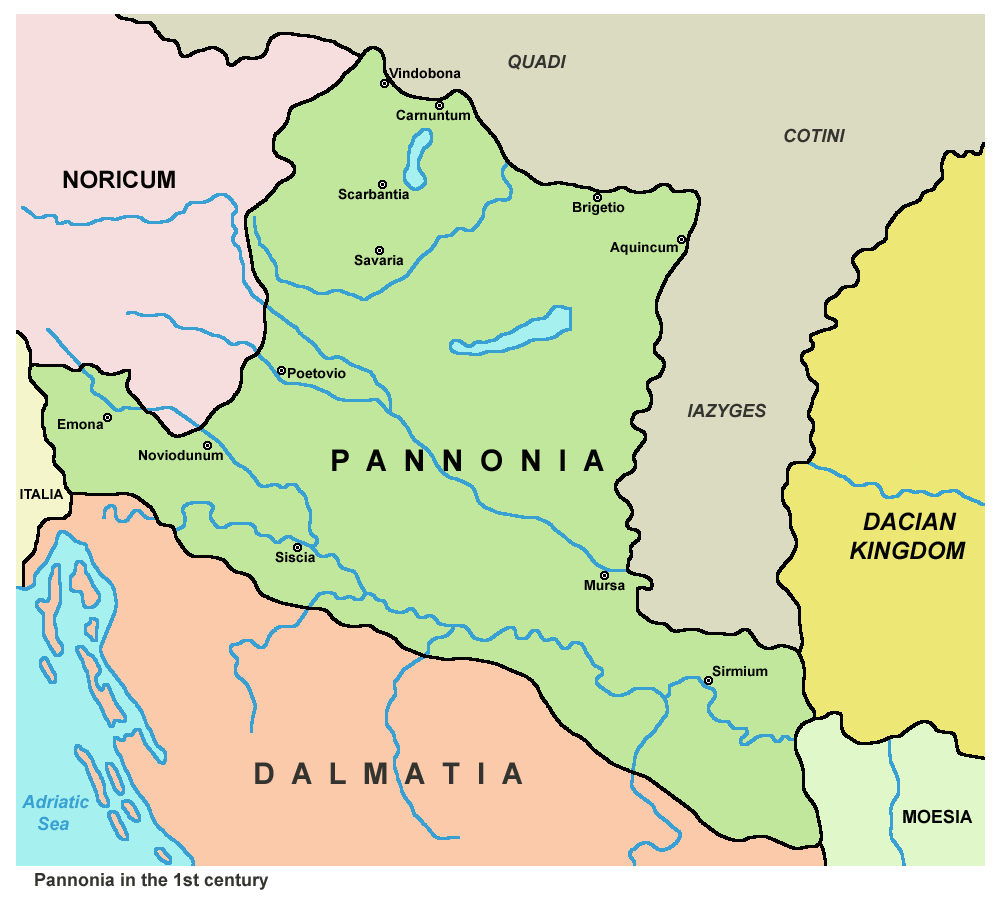
パンノニアの地図

パンノニアには、元々はイリュリア人に近い部族であるパンノニア族が住んでいた。紀元前4世紀以降、この地域は多くのケルト人部族からの侵略を受けるようになるが、その頃の出来事についてはあまり知られていない。
紀元前35年、当時のパンノニアはダルマティア族と同盟を結んでいたが、初代ローマ皇帝アウグストゥスが侵攻してきてシスキア（Siscia、現シサク）を征服した。紀元前9年、パンノニアは明確にローマ帝国の支配下に入り、イリュリクム属州に併合されて国境線がドナウ川まで広がった。
西暦6年、パンノニア族はダルマティア族など他のイリュリア人と連合して反乱を起こした。激しい戦いが3年間続いたが、結局はローマ帝国のティベリウスとゲルマニクスによって制圧された。この後にイリュリクム属州は新に二つの属州に分割され、北側がパンノニア属州、南側がダルマティア属州になった。分割が正確にはいつ行われたのかは不明だが、20年から50年の間だと考えられている。この地域の隣は攻撃的な蛮族（クァディ族、マルコマンニ族）の領域だったので、ドナウ川の川岸には大勢の軍が配備され（後年には7個軍団となった）、数多くの砦が建造された。

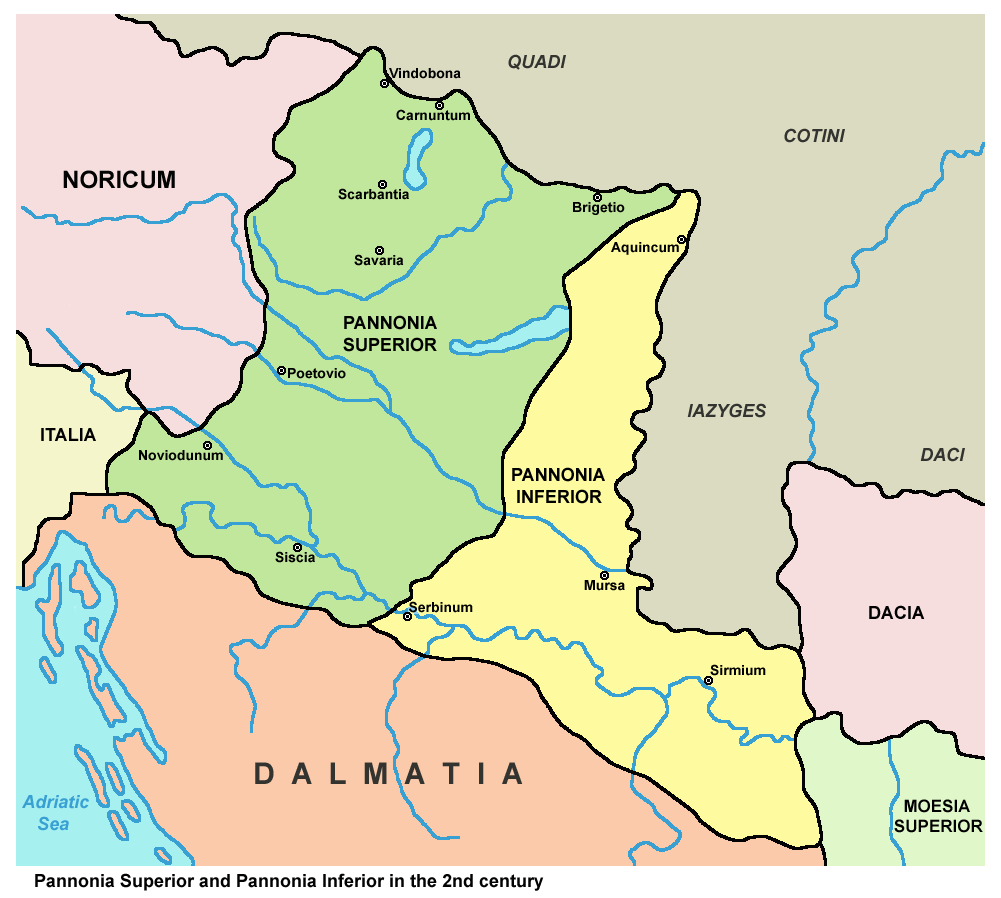
トラヤヌス帝によるパンノニア属州の2分割

102年から107年までのいずれかの年（2回にわたるダキア戦争の間）に、ローマ皇帝トラヤヌスはパンノニア属州を上パンノニア属州（西側）と下パンノニア属州（東側）とに再分割した。学者プトレマイオスによると、このときの分割の境界線は北のアラボナ（Arrabona、現ジェール）から南のセルビチウム（Servitium 、現en: Gradiška）を結ぶ線だったが、後には境界線は東側に移された。二つの属州を合わせてパンノニアス（Pannonias、Pannoniae）と呼ばれることもあった。
上パンノニア属州はコンスル格の総督（レガトゥス）が支配し、この総督は駐留部隊として3個のローマ軍団の指揮権を有した。一方の下パンノニア属州は、初めはプラエトル格の総督が駐屯部隊として1個軍団を持ち統治したが、皇帝マルクス・アウレリウスの後は軍団数はそのままにコンスル格の総督の担当地域に変更された。ドナウ川の国境線を守るために、皇帝ハドリアヌスによってアエリア・ムルシア（Aelia Mursia 、現オシエク）とアエリア・アクィンクム（Aelia Aquincum、現en:Óbuda）の二つの植民市が築かれた。 
皇帝ディオクレティアヌスの時代に、パンノニアは4つに分割された:
- パンノニア・プリマ（Prima）– 北西部、首都はサウァリア（Savaria、現ソンバトヘイ）
- パンノニア・ウァレリア（Valeria）– 北東部、首都はソピアナエ（Sopianae、現ペーチ）
- パンノニア・サウィア（Savia）– 南西部、首都はシスキア（Siscia、現シサク）
- パンノニア・セクンダ（Secunda）–  南東部、首都はシルミウム（Sirmium、現スレムスカ・ミトロヴィツァ）

またディオクレティアヌス帝は、現在のスロベニアにあたる地域をパンノニアから除外し、ノリクム属州に編入した。
ディオクレティアヌス帝の死後は西ローマ帝国に属した。
5世紀の半ば、皇帝ウァレンティニアヌス3世の時代に、パンノニア属州はフン族に割譲され、ローマ帝国の属州ではなくなった。
フン族の王アッティラの死後、この地は次々と支配者が変わった:東ゴート王国（456年-471年）、ランゴバルド人（530年-568年）、アヴァール人（560年代 – 約800年）、スラヴ人（480年頃からこの地に居住しており、800年頃-900年頃は独立を果たした）、マジャル人（現ハンガリー人）（900年または901年以降)、ハプスブルク君主国、およびオスマン帝国（1526年-1878年）。 第一次世界大戦の後、この地域はオーストリア、ハンガリー、ユーゴスラビアに分割された。

## 主な都市

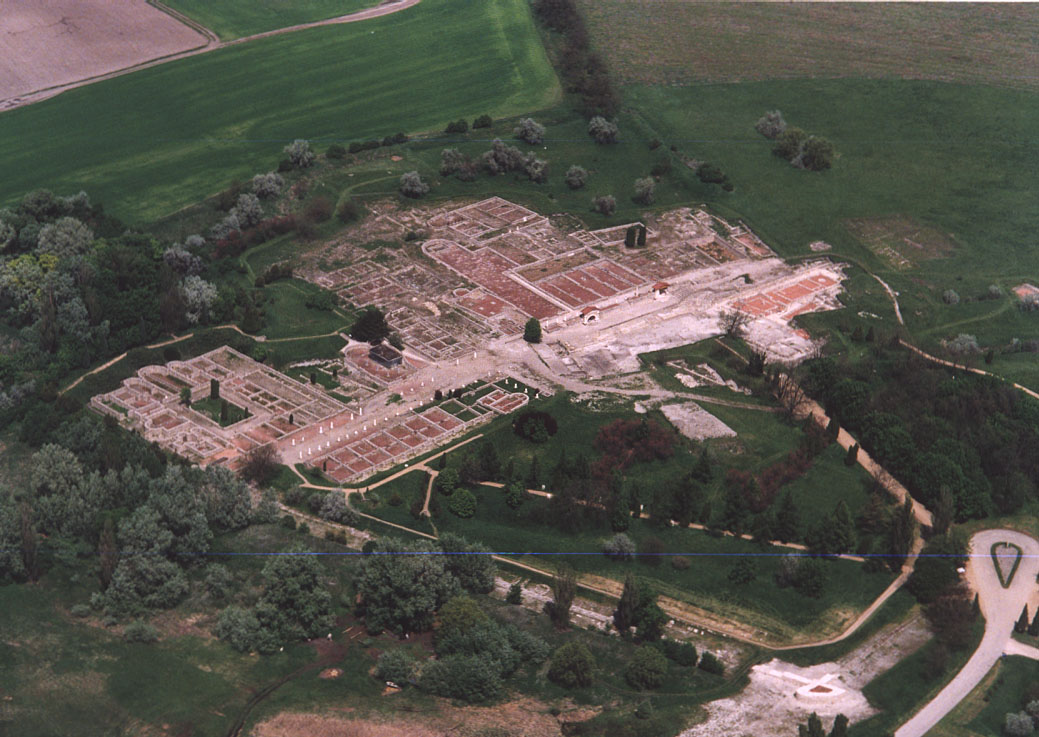
ゴルジウム・ヘルツリア（現ハンガリーのターツ）の航空写真

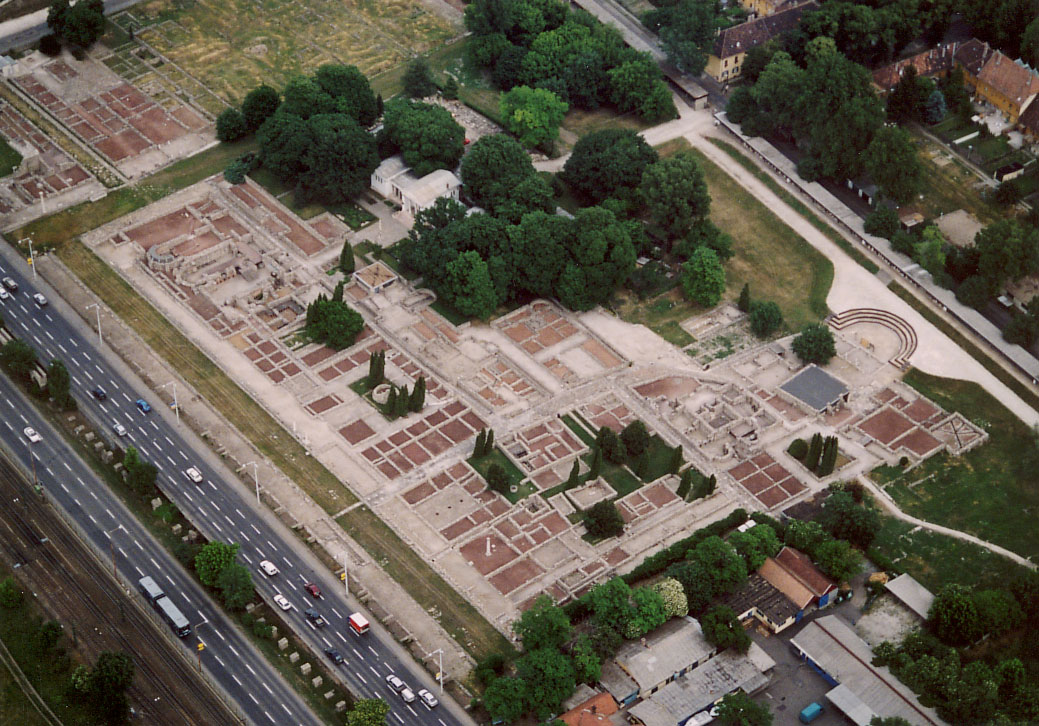
アクィンクムの航空写真

原住民族の頃はいくつかの村が集まって州を形成していた。主な都市はローマ帝国の時代に作られた。前述した都市以外にも、次のような都市が存在した:
- ソルヴァ（Solva、現エステルゴム）
- アクィンクム（Aquincum、現ブダペストのブダ地区)
- コントラ-アクィンクム（Contra-Aquincum、現ブダペストのペスト地区）
- アルバ・レギア（Alba Regia、現セーケシュフェヘールヴァール）
- アラボナ（Arrabona、現ジェール）
- シバレー（Cibalae、現ヴィンコヴツィ）
- ゴルジウム・ヘルクリア（Gorsium-Herculia、現ターツ）
- ムルサ（Mursa、現オシエク）
- マルソニア（Marsonia、現スラヴォンスキ・ブロド）
- スカルバンティア（Scarbantia、現ショプロン）
- タウルヌム（Taurunum、現ゼムン）
- クスム（Cusum、現ペトロヴァラディン)
- セルビヌム（Serbinum、現グラディシュカ）
- ウィンドボナ（Vindobona、現ウィーン）

## 地域の産業や経済のあらまし
この地域は元々かなり豊かであった。広大な森林があり、木材も主要な出荷品目であったが、ローマ皇帝プロブスとガレリウス帝が森林地帯を開墾したことにより、農産物の出荷が増えてさらに豊かになった。主要な農産物はオート麦や大麦で、それを原料としてビール（sabaea）も蒸留した。一方で、ブドウやオリーブはあまり生産しなかった。また、パンノニアは猟犬を産出することでも有名だった。鉱物について記載された資料は見つかっていないが、鉄や銀の鉱山があった可能性もある。水にも恵まれており、主な河川としてはドラーヴァ川、サヴァ川、ラバ川などがドナウ川に流れ込んでいた。